# 1574 год
1574 (ты́сяча пятьсо́т се́мьдесят четвёртый) год  по юлианскому календарю — невисокосный год, начинающийся в пятницу. Это 1574 год нашей эры, 4‑й год 8‑го десятилетия XVI века 2‑го тысячелетия, 5‑й год 1570‑х годов. Он закончился 451 год назад.
| Пн | Вт | Ср | Чт | Пт | Сб | Вс |
|    |    |    |    | 1  | 2  | 3  |
| 4  | 5  | 6  | 7  | 8  | 9  | 10 |
| 11 | 12 | 13 | 14 | 15 | 16 | 17 |
| 18 | 19 | 20 | 21 | 22 | 23 | 24 |
| 25 | 26 | 27 | 28 | 29 | 30 | 31 |

| Пн | Вт | Ср | Чт | Пт | Сб | Вс |
| 1  | 2  | 3  | 4  | 5  | 6  | 7  |
| 8  | 9  | 10 | 11 | 12 | 13 | 14 |
| 15 | 16 | 17 | 18 | 19 | 20 | 21 |
| 22 | 23 | 24 | 25 | 26 | 27 | 28 |

| Пн | Вт | Ср | Чт | Пт | Сб | Вс |
| 1  | 2  | 3  | 4  | 5  | 6  | 7  |
| 8  | 9  | 10 | 11 | 12 | 13 | 14 |
| 15 | 16 | 17 | 18 | 19 | 20 | 21 |
| 22 | 23 | 24 | 25 | 26 | 27 | 28 |
| 29 | 30 | 31 |    |    |    |    |

| Пн | Вт | Ср | Чт | Пт | Сб | Вс |
|    |    |    | 1  | 2  | 3  | 4  |
| 5  | 6  | 7  | 8  | 9  | 10 | 11 |
| 12 | 13 | 14 | 15 | 16 | 17 | 18 |
| 19 | 20 | 21 | 22 | 23 | 24 | 25 |
| 26 | 27 | 28 | 29 | 30 |    |    |

| Пн | Вт | Ср | Чт | Пт | Сб | Вс |
|    |    |    |    |    | 1  | 2  |
| 3  | 4  | 5  | 6  | 7  | 8  | 9  |
| 10 | 11 | 12 | 13 | 14 | 15 | 16 |
| 17 | 18 | 19 | 20 | 21 | 22 | 23 |
| 24 | 25 | 26 | 27 | 28 | 29 | 30 |
| 31 |    |    |    |    |    |    |

| Пн | Вт | Ср | Чт | Пт | Сб | Вс |
|    | 1  | 2  | 3  | 4  | 5  | 6  |
| 7  | 8  | 9  | 10 | 11 | 12 | 13 |
| 14 | 15 | 16 | 17 | 18 | 19 | 20 |
| 21 | 22 | 23 | 24 | 25 | 26 | 27 |
| 28 | 29 | 30 |    |    |    |    |

| Пн | Вт | Ср | Чт | Пт | Сб | Вс |
|    |    |    | 1  | 2  | 3  | 4  |
| 5  | 6  | 7  | 8  | 9  | 10 | 11 |
| 12 | 13 | 14 | 15 | 16 | 17 | 18 |
| 19 | 20 | 21 | 22 | 23 | 24 | 25 |
| 26 | 27 | 28 | 29 | 30 | 31 |    |

| Пн | Вт | Ср | Чт | Пт | Сб | Вс |
|    |    |    |    |    |    | 1  |
| 2  | 3  | 4  | 5  | 6  | 7  | 8  |
| 9  | 10 | 11 | 12 | 13 | 14 | 15 |
| 16 | 17 | 18 | 19 | 20 | 21 | 22 |
| 23 | 24 | 25 | 26 | 27 | 28 | 29 |
| 30 | 31 |    |    |    |    |    |

| Пн | Вт | Ср | Чт | Пт | Сб | Вс |
|    |    | 1  | 2  | 3  | 4  | 5  |
| 6  | 7  | 8  | 9  | 10 | 11 | 12 |
| 13 | 14 | 15 | 16 | 17 | 18 | 19 |
| 20 | 21 | 22 | 23 | 24 | 25 | 26 |
| 27 | 28 | 29 | 30 |    |    |    |

| Пн | Вт | Ср | Чт | Пт | Сб | Вс |
|    |    |    |    | 1  | 2  | 3  |
| 4  | 5  | 6  | 7  | 8  | 9  | 10 |
| 11 | 12 | 13 | 14 | 15 | 16 | 17 |
| 18 | 19 | 20 | 21 | 22 | 23 | 24 |
| 25 | 26 | 27 | 28 | 29 | 30 | 31 |

| Пн | Вт | Ср | Чт | Пт | Сб | Вс |
| 1  | 2  | 3  | 4  | 5  | 6  | 7  |
| 8  | 9  | 10 | 11 | 12 | 13 | 14 |
| 15 | 16 | 17 | 18 | 19 | 20 | 21 |
| 22 | 23 | 24 | 25 | 26 | 27 | 28 |
| 29 | 30 |    |    |    |    |    |

| Пн | Вт | Ср | Чт | Пт | Сб | Вс |
|    |    | 1  | 2  | 3  | 4  | 5  |
| 6  | 7  | 8  | 9  | 10 | 11 | 12 |
| 13 | 14 | 15 | 16 | 17 | 18 | 19 |
| 20 | 21 | 22 | 23 | 24 | 25 | 26 |
| 27 | 28 | 29 | 30 | 31 |    |    |

## События
- 1493—1593 — Столетняя хорватско-османская война. Серия вооружённых конфликтов между Королевством Хорватия и Османской империей[1].
- 1507—1622 — Португало-персидская война. Ряд вооружённых конфликтов между колониалистской Португалией и вассальным Ормузом, с одной стороны, и Сефевидской империей, поддерживаемой англичанами, с другой[2].
- 1511—1641 — Малайско-португальская война. Вооружённый конфликт XVI—XVII веков, в котором Малаккский султанат при поддержке империи Мин, Голландской Ост-Индской компании (с 1607) и Джохора безуспешно сопротивлялся Португальской империи, стремившейся захватить Малакку и установить контроль над торговлей между Индией и Китаем[3].
- 1566—1609 — первый этап Нидерландской буржуазной революции (Восьмидесятилетняя война). Религиозно-идеологическая, политическая и социально-экономическая борьба Семнадцати провинций за независимость от испанского владычества[4].
  - Октябрь 1573—3 октября 1574 — осада Лейдена[5].
  - 14 апреля — битва при Моке[6].
- 1574—1576 — началась Пятая гугенотская война[7].
- 1574—1575 — присоединение к империи Моголов Бенгалии.
  - Присоединение к империи Моголов Ахмедабада.
- 1574—1575 — реформы падишаха Акбара. Перевод натуральных податей в денежные в центральной части страны. Неудачная попытка ликвидировать систему джаггиров.
- Весна — турецкая армия потерпела поражение от молдаван и запорожских казаков. Молдавские и казацкие отряды заняли Бухарест, осадили Браилу и Бендеры. Турки двинули новую большую армию. Бояре со своими войсками стали переходить на их сторону. Турки одержали победу над Иоаном Водой. Разграбление Молдавии.
- Великим герцогом Тосканы становится Франческо I.
- Максимилиан запретил дворянам Австрии и Чехии принимать беглых крестьян из Венгрии.
- Армения стала независимой от османов.
- Турки направили в Тунис значительный флот с войском, которое вытеснило испанцев. Превращение Туниса в провинцию (пашалык) Турции.
- Король Конго с помощью португальцев разбил племена яга.
- Неудачное восстание китайцев на Филиппинах. Китайских купцов изгнали с Филиппин.

## Русское государство
Царствование: 1533—1584 — Иван IV Васильевич Грозный
- 1558—1583 — Ливонская война[8].
  - Январь—март — осада Везенберга[9].
- 1571—1574 — Вторая черемисская война[10].
- 1573—1582 — Война Строгановых. Конфликт между Сибирским ханством и землями Строгановых в Русском царстве за Пермские земли[11].
- 28 января — Государь принимает в селе Братошино датского посла[12].
- Май — Государь вновь принимает посла Священной Римской империи Паулуса Магнуса (первый раз в 1573) от императора Максимилиана II[13].
  - Щелкалов Василий Яковлевич с другими лицами производил расследование дела о Скобелицыне, который, будучи отослан в качестве посла к императору Максимилиану II, вёл себя при переговорах грубо и бестактно[12].
- 20 августа — Иван Грозный вновь пишет английской королеве Елизавете I (первое письмо в 1569 году), в которой напоминает ей о договорённости относительно возможности предоставления ему политического убежища, на случай вынужденного отъезда из страны. Отправляет часть своих сокровищ в Вологду[14].
- Осень — русское войско побеждает крымских татар и ногаев в битве при Печерниковых Дубравах[15].
- Царевич Иван Иванович второй раз женится на дочери рязанского сына боярского — Феодосии Михайловне Петрово-Соловово (в иночестве Параскева, ум. 1621 году)[16].
- Сибирский хан Кучум порвал вассальные отношения с Россией.
- Места по реке Тобол подарены Строгановым царём Иваном IV Васильевичем Грозным[17].
- 3 декабря — по Государеву указу в Тверь отправлены приставы для встречи послов[12].
- Пожалованы окольничеством: Годунов Дмитрий Иванович (весна)[18].
- Пожалован боярством: Голицын Иван Юрьевич (ум. 1583)[19].

### Города и поселения
- Первое упоминание посёлка Чупа (Лоухский район, Карелия)
- Основана Уфа.
- Основано Ловозеро.
- Возникло село Архангельской (сов. г. Бирск)[20].

### Руководители приказов
| Года      | Приказ            | Ф,И,О главы                | Примечания |
| --------- | ----------------- | -------------------------- | ---------- |
| 1570-1575 | Разрядный приказ  | Щелкалов Василий Яковлевич |            |
| 1570-1594 | Посольский приказ | Щелкалов Андрей Яковлевич  |            |
| 1570-1588 | Казанского дворца | Щелкалов Андрей Яковлевич  |            |

## Начало правления
См. также: Список глав государств в 1574 году
- 1574—1605 — Александр II, царь Кахети.
- 1574—1589 — Генрих III, король Франции.

## Родились

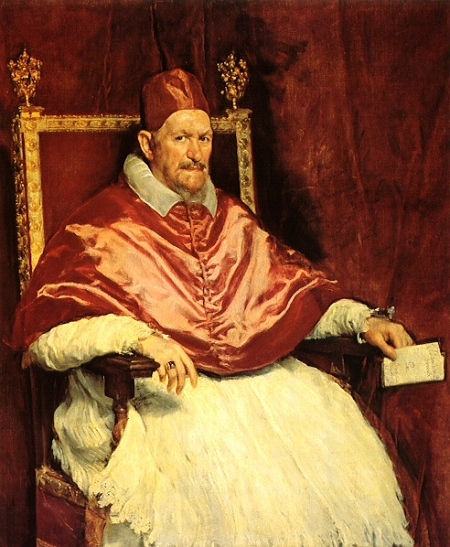
Изображение папы римского Иннокентия X.

См. также: Категория:Родившиеся в 1574 году
- 6 мая — Иннокентий X, папа римский с 15 сентября 1644 по 7 января 1655.
- 18 сентября — Клавдио Акиллини, итальянский философ, теолог, математик, поэт, педагог и юрист.
- Анна Датская — королева-консорт Шотландии, Англии и Ирландии, жена короля Якова I (VI).
- Мария Анна Баварская — первая супруга эрцгерцога Фердинанда.
- Уилби, Джон — английский композитор, автор мадригалов.
- Фладд, Роберт — английский врач, философ-мистик, астролог.
- Фридрих IV — курфюрст Пфальца с 1583 по 1610 год.
- Фэн Мэнлун — китайский писатель.

## Скончались

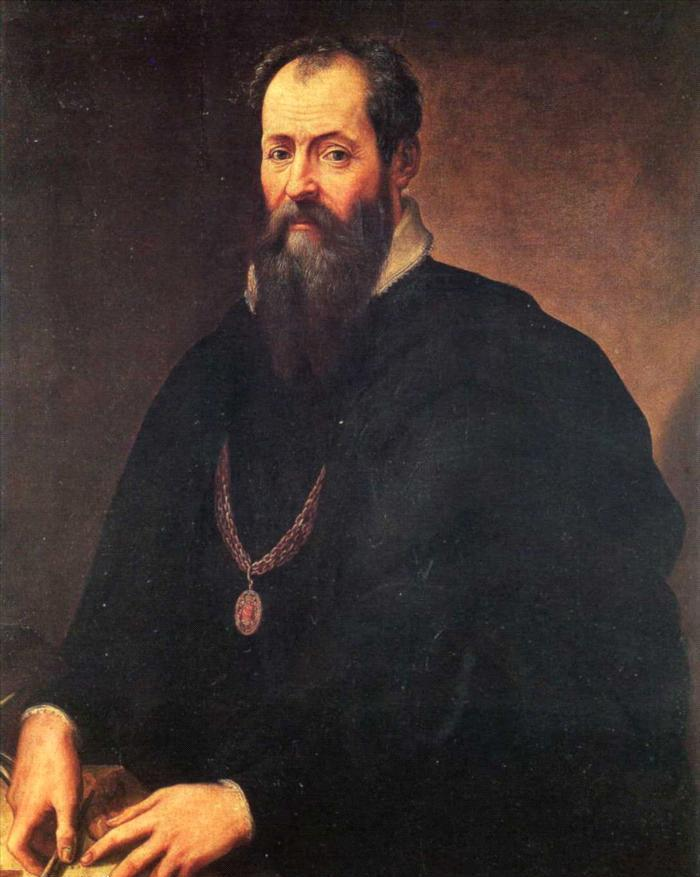
Изображение Джорджо Вазари.

См. также: Категория:Умершие в 1574 году
- Амар Дас — третий сикхский гуру.
- Бейкелар, Иоахим — фламандский художник эпохи позднего Возрождения.
- Вазари, Джорджо — итальянский живописец, архитектор и писатель. Автор знаменитых «Жизнеописаний», основоположник современного искусствознания.
- Карл IX — предпоследний король Франции из династии Валуа, с 5 декабря 1560 года. Сын короля Генриха II и Екатерины Медичи.
- Козимо I — великий герцог тосканский. Первый из представителей боковой линии Медичи во главе Флоренции.
- Маргарита Французская — французская принцесса, дочь короля Франциска I, представительница династии Валуа, жена Эммануила Филиберта, герцога Савойского, герцогиня Беррийская с 1550 года, герцогиня Савойская с 1559 года.
- Менендес де Авилес, Педро де — испанский адмирал, известный борец с разбоем на море. В 1565 году основал первое постоянное европейское поселение в Северной Америке — Сент-Огастен. Первый губернатор Испанской Флориды.
- Ретик, Георг Иоахим фон — немецкий математик и астроном.
- Селим II — одиннадцатый султан Османской империи, правил в 1566—1574. Сын султана Сулеймана І «Великолепного» и Роксоланы.
- Хемскерк, Мартен ван — нидерландский художник эпохи Возрождения.
- Эустахио, Бартоломео — итальянский врач и анатом, был папским лейб-медиком и профессором анатомии в римской школе Сапиенца.